# Federico Tinoco Granados
Federico Tinoco Granados (San Jose, Costa Rica, 21 de novembro 1868 - Paris, França, 7 de setembro de 1931) foi um político e ditador Costa Rica. Foi "chefe interino do governo" de 27 de janeiro de 1917 a 11 de abril de 1917 e como 21° Presidente da República da Costa Rica entre 11 de abril de 1917 a 20 de agosto de 1919.

## Biografia
Era filho de Federico Tinoco Iglesias e Guadalupe Granados Bonilla, e irmão mais velho do General José Joaquín Tinoco Granados. Casou-se em San Jose em 5 de junho de 1898 com Maria Fernandez Le Cappellain , filha de Mauro Fernández Acuña e Ada Le Cappellain Agnew. Eles não tinham filhos. Concluiu seus estudos primários no Jesuit College of Carthage, entrando posteriormente na Bryand Military Academy, em Rosslin (Estados Unidos). Posteriormente ingressou no Ateneu de Bruxelas (Bélgica), onde estudou durante quatro anos. Em 1895 voltou ao país para se dedicar ao trabalho pelos próximos quatorze anos nas fazendas de cafée cana, de propriedade de seu pai em Juan Viñas (província de Cartago).

### Primeiros escritórios públicos
Ele continuou sua carreira militar e alcançou o posto de general de brigadeiro ou brigadeiro. Ele também atuou na política, no Partido Republicano. Em 1902 participou na insurreição que pretendia impedir a chegada ao poder de Ascension Esquivel Ibarra. O movimento falhou, mas o presidente Esquivel declarou uma anistia geral. Em 1906, juntamente com Rudesindo Guardia Solórzano, filho do General Tomás Guardia, e Manuel Castro Quesada, lideraram um movimento contra o advogado Cleto González Víquez, pelo qual foi preso e posteriormente libertado. De 1908 a 1912 foi deputado por San José. Em 1914, ao tomar posse como presidente o advogado Alfredo González Flores, Frederico é nomeado Secretário da Guerra e da Marinha.

### Chefe Provisório da República
O 27 de janeiro de 1917 levou a cabo um golpe militar que depôs Gonzalez Flores e proclamou "chefe interino da República". Ele convocou eleições para uma Assembleia Constituinte e em abril daquele ano, como candidato do Partido Peliquista, foi eleito presidente da Costa Rica.

### Presidente da República
O 8 de junho de 1917 Federico Alberto Tinoco Granados começou seu mandato como presidente constitucional. Sua popularidade se dissipou rapidamente, já que seu governo era caracterizado pelo caráter repressivo e pela constante violação dos direitos civis e políticos, bem como pelo abuso na gestão do dinheiro público. Houve vários levantes contra ele, que foram duramente reprimidos e até com o assassinato de vários líderes da oposição.
Para conquistar a simpatia do governo do presidente dos Estados Unidos, Woodrow Wilson, ele se ofereceu para entregar a Ilha de Cocos aos Estados Unidos e permitir que a Marinha dos Estados Unidos estabelecesse uma base naval e usasse as águas e os portos da Costa Rica. Estas ofertas não foram respondidas. Nem a suspensão das relações entre a Costa Rica e a Alemanha e a declaração de guerra contra a Alemanha ela fizeram Wilson mudar de política.
No final de fevereiro de 1918, estourou uma rebelião armada contra Tinoco liderada pelo deputado Rogelio Fernández Güell. O movimento foi duramente reprimida pelo Governo, e Fernández Güell, junto com vários de seus companheiros, foi assassinado em 15 de Março de 1918, quando ele estava tentando chegar à fronteira com o Panamá com seus companheiros. Esse assassinato teve forte repercussão na opinião pública, que expressou por diversos meios seu repúdio às ações das autoridades.
Pressionado pelo governo Woodrow Wilson e enfrentando forte oposição interna, motins na capital e atividades guerrilheiras lideradas por Julio Acosta García (que no ano seguinte se tornaria o próximo presidente) na província de Guanacaste, Tinoco decidiu abandonar poder e em 12 de agosto, ele deixou o país, depois de assinar sua renúncia, que foi aceite pelo Congresso em 20 de Agosto de 1919. Pouco antes, um projeto de lei foi apresentado para promovê-lo ao posto de major-general, mas nunca foi aprovado.
O seu governo não deixou obras materiais importantes e a sua demissão as finanças públicas estavam em péssimo estado. Seu sucessor foi o general Juan Bautista Quirós Segura.

### Exílio voluntário e morte
Federico Alberto Tinoco Granados partiu para a França com vários de seus parentes e associados, levando, a título de despesas de representação, cem mil dólares obtidos de última hora na sucursal costarriquenha do Royal Bank of Canada. Esse fato originou posteriormente para a Costa Rica um incômodo litígio com a Grã-Bretanha, o chamado caso Tinoco, que foi resolvido em 1923.
Em 1920, o Congresso da Costa Rica decidiu que havia espaço para um processo contra ele, pelo crime de rebelião militar.
Depois de viajar pela França, Espanha e Grã-Bretanha, Tinoco se estabeleceu em Paris com sua esposa. Nessa cidade publicou suas memórias em 1928, com o título das páginas de ontem. Ele morreu em Paris, em 7 de Setembro de 1931, com a idade de 62. No governo do presidente Echandi Jimenez, em 7 de novembro de 1960 seus restos mortais foram repatriados à Costa Rica para serem enterrados no Cemitério Geral de San José.

## O retrato de Tinoco
Uma das polêmicas recentes em relação a Federico Alberto Tinoco Granados tem a ver com a ausência de seu retrato na galeria de chefes de estado e presidentes da República que existe na Assembleia Legislativa da Costa Rica. Esta galeria foi iniciada em 1833, quando foi colocado o retrato do primeiro Chefe de Estado Juan Mora Fernández, com a indicação, na respectiva lei, de que o cidadão Juan Mora ocupava esse cargo por suas virtudes, e que doravante os que ocupassem o mesmo cargo "se tornassem dignos dele" o ocupariam. A grande maioria dos governantes da Costa Rica foi considerada digna de ocupar tal lugar, com a notória exceção de Tinoco. Em duas ocasiões, o assunto foi posto a votação e a Assembleia rejeitou a possibilidade por uma maioria esmagadora. Em certa ocasião, ignorando este duplo voto negativo, um dos presidentes da Assembleia providenciou para colocar o retrato na galeria. Por ocasião do acima exposto, em 1994 , sendo Presidente da Assembleia Legislativa Alberto Cañas Escalante, mandou retirá-lo novamente por não ter ditado resolução do plenário que o autorizou. Esse foi o motivo de vários protestos de parentes e descendentes de Federico Tinoco.